# Club Deportivo Calahorra
El Club Deportivo Calahorra es un club de fútbol  de la ciudad de Calahorra, en La Rioja, España. Fue fundado en 1923 y juega en el grupo XVI de Tercera Federación desde la temporada 2025-26. Juega sus partidos como local en La Planilla.

## Antecedentes
Los orígenes del fútbol en Calahorra se remontan a 1923, cuando se formó la Sociedad Cultural Deportiva. El club se formó por un conjunto de jóvenes a quienes les gustaba el fútbol. El equipo participó en diferentes torneos regionales y de provincias limítrofes en La Rioja y Navarra. En 1933 los fundadores del antiguo equipo, con el apoyo de nuevos aficionados, fundaron el Calahorra F. C., al que inscribieron en la Federación cántabra. En 1936 intentaron el ascenso a Segunda División pero perdieron ambos encuentros de la semifinal contra el Santoña C. F. (en aquella época no existía todavía la Tercera División).

## El club actual
Después de la Guerra Civil, gracias a la gestión del entonces alcalde de Calahorra, Antonio Martín Pérez, se construyó el campo actual de La Planilla y, en 1946, se creó por fin el Club Deportivo Calahorra. Tras jugar unos años en categorías regionales, debutó en Tercera división en la temporada 1949-50. Años más tarde, en 1957, el Club Deportivo Logroñés desciende a Tercera, lo que origina el primer enfrentamiento con el principal club de la capital en el campo de Las Gaunas; perdieron los rojillos por 2-0. Ese año descendieron nuevamente a regional.
Durante varias décadas, y con diversos problemas económicos, el Calahorra se movió entre la Tercera División y la Regional, categoría esta última a la que no ha vuelto desde 1976. En la temporada 1987-88 se consiguió el ascenso a la Segunda B, en la que se mantuvo durante dos temporadas y a la que volvió en 1998. Fernando Pérez Belloso, participó en ambos ascensos como jugador.

### 2000-01: La promoción de ascenso a Segunda
En la temporada 2000-01 llegó su gran oportunidad. Por aquel entonces el equipo riojano competía en el Grupo II de la Segunda División B, junto a equipos de la talla del Burgos C. F., el Alaves "B", el Barakaldo C. F., la Real Unión y la Cultural y Deportiva Leonesa. La andadura del equipo calagurritano en la categoría de bronce empezó en la temporada 1998-99, y se acabó en la temporada 2003-04, pero los aficionados rojillos jamás olvidarán la primavera de 2001, en la que estuvieron a punto de alcanzar la gloria tras clasificarse en el tercer lugar de su grupo al ganar al Burgos C. F. en el último partido de liga por 1-2, lo que les clasificó para jugar la fase de ascenso a la Segunda División. En la liguilla le tocó jugar contra los equipos Atlético de Madrid "B" , Espanyol "B" y Polideportivo Ejido. 
Ese sueño empezó el día 20 de mayo, cuando los calagurritanos se enfrentaron al Espanyol "B" en lo que es hoy la Ciudad Deportiva Dani Jarque. En el feudo del filial blanquiazul vencieron al conjunto perico gracias a un gol de Ipintza en el minuto 16. El segundo partido se disputó el día 25 de mayo contra el Atlético de Madrid "B" en La Planilla. Comenzaron bien los rojillos, quienes se adelantaron con un gol del ariete Ipintza, pero en el segundo tiempo Dani Ruiz y Richi remontaron para el conjunto madrileño y el resultado acabó 1-2 para desgracia de los locales. El día 1 de junio el C. D. Calahorra comenzó a ver realizado su sueño. Viajaron hasta el campo del Cerro del Espino (Majadahonda) para disputar el segundo partido frente Atlético de Madrid "B". Los pupilos de Emilio Remírez se impusieron al filial rojiblanco en un partido que siempre quedará en la memoria de cualquier ciudadano del pueblo riojano. Durán abrió la lata para los rojillos en el minuto 22 y, tras el descanso, el lateral izquierdo Costanilla marcó el gol de la tranquilidad, el definitivo 0-2, lo que les acercaba más al ascenso. 
El día 8 de junio volvieron a enfrentarse al Espanyol "B", esta vez en La Planilla, donde también consiguieron la victoria, eso sí, sufriendo como nunca. Gerard Autet adelantó a los pericos en el minuto 42, pero los locales no se vinieron abajo y, tras la reanudación, consiguieron dar la vuelta al encuentro en los últimos minutos. Txiki de penalti en el 71 y Beramendi en el 84 fueron los autores de la remontada rojilla. 
Llegó lo más difícil. El equipo riojano se enfrentaría a uno de los “gallitos” de la categoría, el Club Polideportivo Ejido de Antonio Tapia. El marcador no se movía a favor de ninguno de los dos equipos hasta que en el minuto 76 Sergio Cruz adelantó a los visitantes, dejando fríos a los aficionados. Tan solo diez minutos más tarde, un autogol de Dulce dejaba la eliminatoria casi sentenciada para los ejidenses. Los calagurritanos buscaron el milagro en tierras almerienses una semana después. 
El 24 de junio pasará a la historia como el día en el que se cometió una de las mayores injusticias con el fútbol riojano. El Calahorra viajó a El Ejido en busca de una remontada imposible. Los primeros 45 minutos transcurrieron con dominio alterno de ambos equipos y se llegó al descanso con empate a cero en el marcador. Los rojillos abrieron el marcador en el minuto 53 gracias a un gol del calagurritano Adrián (Ese gol ascendía al Calahorra a la Segunda división), pero los almerienses reaccionaron rápido y empataron con un gol de Patri en el minuto 60. Más allá de eso, al C. D. Calahorra se le anuló un gol claro que el árbitro no vio, alegando que había muchos papeles en el fondo de la portería y, más tarde, un claro penalti no pitado a favor de los visitantes truncó el sueño del club riojano y fue el Polideportivo Ejido, que ascendió a Segunda División.

### 2004: De nuevo a Tercera

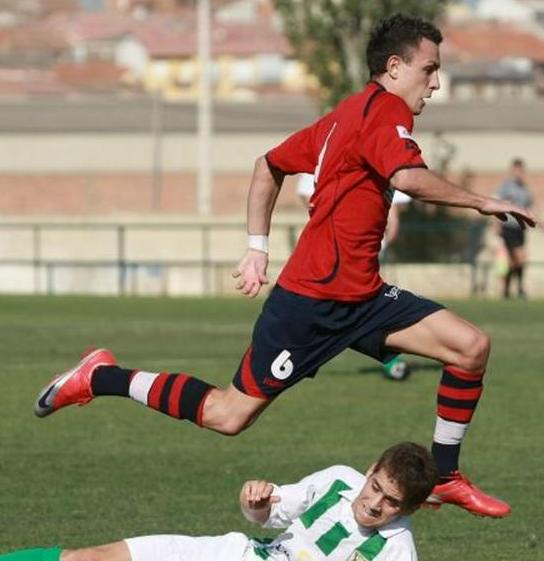
C. D. Calahorra en 2009.

El Calahorra descendió a la Tercera División tres años después, en 2004.
Desde 2004 hasta 2018 participó en Tercera División. Consiguió disputar once rondas de ascenso a Segunda División B contra los equipos Gernika (2004-05), Peña Sport (2006-07), San Fernando (2007-08), Jerez Industrial (2008-09), Coria (2012-13), Gimnástica Segoviana (2014-15), Atlético Saguntino y San Fernando (2015-16), Deportivo Aragón, Laredo y C .D. Badajoz (2016-17) y Atlético Levante (2017-18) donde finalmente consiguió el ascenso a Segunda B en tierras valencianas tras catorce años consecutivos en Tercera División.

### 2018-2021: Consolidación en Segunda B y ascenso a Primera RFEF
Tras el ascenso a Segunda B el equipo tuvo dos años tranquilos, alejado de los puestos de descenso, aunque sin luchar realmente por objetivos más ambiciosos.
En la temporada 2020-21, marcada por los protocolos contra el Covid y por una Segunda B con 102 equipos, preparándose para la reestructuración de las divisiónes españolas el Calahorra completó un gran año. Encuadrado en el grupo II-B con el resto de clubes riojanos y navarros, acabó en segundo lugar la primera fase, por detrás del C. D. Tudelano, lo que le daba acceso a luchar por el playoff de ascenso a Segunda División en la segunda fase. En la segunda fase consiguió clasificarse para el playoff clasificado como el mejor cuarto de todos los grupos C. El playoff constaba de dos rondas a un único partido en campos de Extremadura. El Calahorra cayó en semifinales, contra el Burgos C. F. por 1-0, que a la postre acabaría ascendiendo a Segunda División. Tras esta derrota se certificaba que el Calahorra jugaría la primera temporada de la historia de la Primera División RFEF.

### 2021-2023: Primera Federación
Fueron dos las temporadas que el Calahorra disfrutó en la tercera categoría del fútbol español. La primera, con un fútbol muy sólido acabó en mitad de tabla. En la 2022-23 el equipo no pareció funcionar en ningún momento y acabó descendiendo a Segunda Federación a falta de tres jornadas para acabar.

### 2023-2025: Segunda Federación
La temporada 2023-24 fue mediocre para tratarse de un equipo recién descendido de una categoría superior. Comenzó la liga coqueteando con las posiciones de descenso, y en un arreón final estuvo a punto de conseguir una plaza en la Copa del Rey debido a los numerosos equipos filiales que coparon los primeros puestos. Finalmente en el último partido el Calahorra tuvo que conformarse con una plaza en la Copa Federación.
En la 2024-25 todo fue mal. Con un equipo concebido con el objetivo de jugar la promoción de ascenso, siempre estuvo en la parte media-baja de la tabla, coqueteando a menudo con las posiciones de descenso a Tercera Federación. Finalmente el puesto 14.º otorgaba el descenso a un Calahorra que no supo adaptarse a la categoría.

## Uniforme
Históricamente el Club Deportivo Calahorra ha vestido camiseta roja y pantalón azul con medias rojas y azules a rayas.
- Primera equipación: Camiseta roja, pantalón azul y medias rojas y azules
- Segunda equipación: Camiseta azul, pantalón rojo y medias azules y rojas
- Tercera equipación: Camiseta negra, pantalón negro y medias negras y amarillas

## Estadio

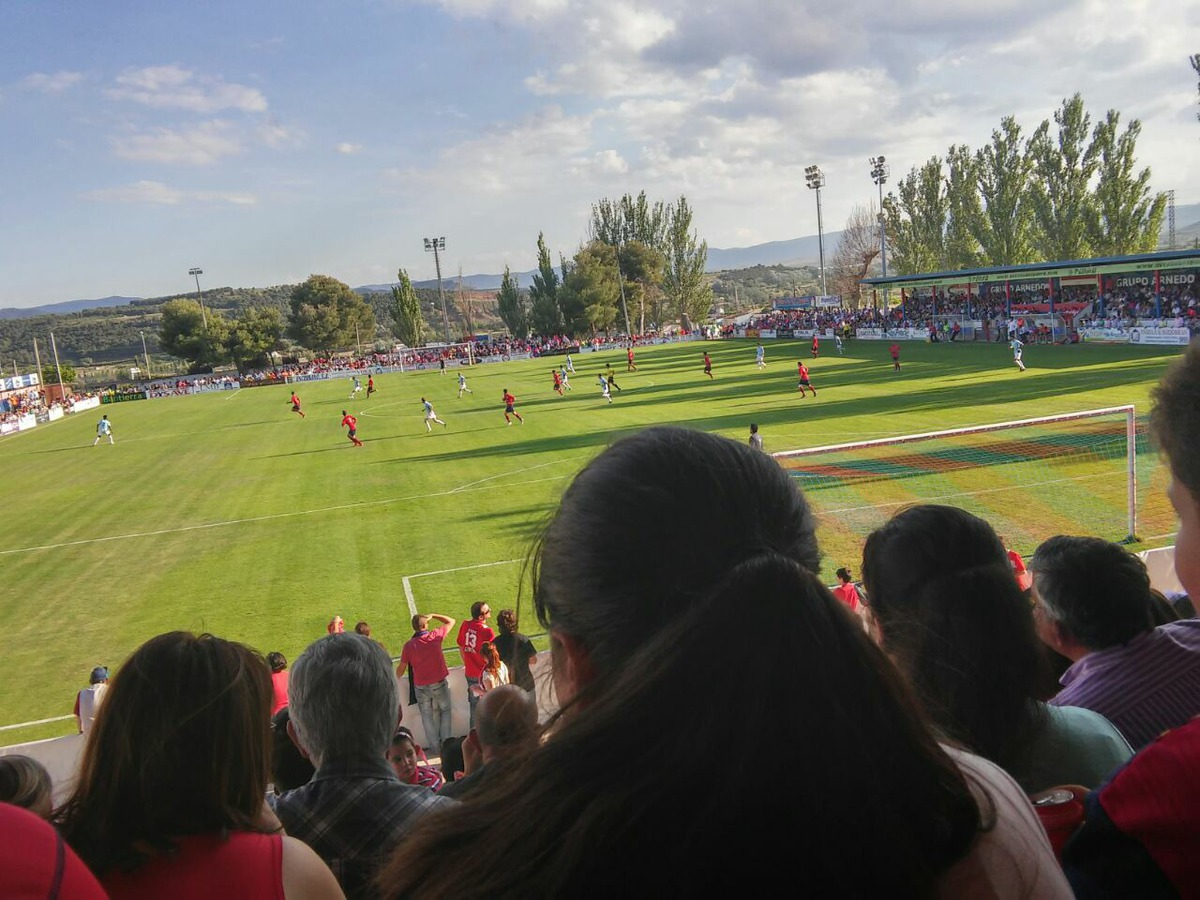
Estadio La Planilla.

Disputa los partidos como local en el Estadio La Planilla, con capacidad para 4500 espectadores, el segundo mayor de La Rioja, después del estadio municipal Las Gaunas.

## Palmarés
Nota: en negrita competiciones vigentes en la actualidad.
| Competición nacional             | Títulos | Subcampeonatos                       |
| -------------------------------- | --- | ------------------------------------ |
| Tercera División de España (9/2) | 1987-88 (Gr. XV), 1991-92 (Gr. XV), 1994-95 (Gr. XV), 1995-96 (Gr. XV), 1997-98 (Gr. XV), 2004-05 (Gr. XV-B), 2015-16 (Gr. XVI), 2016-17 (Gr. XVI), 2017-18 (Gr. XVI). | 1992-93 (Gr. XV), 2014-15 (Gr. XVI). |

| Competición regional              | Títulos          | Subcampeonatos   |
| --------------------------------- | ---------------- | ---------------- |
| Primera Regional de Navarra (2/2) | 1948-49, 1973-74 | 1953-54, 1958-59 |
| Preferente Navarro-Riojana (1/0)  | 1975-76          |                  |

## Datos del club
- Dirección de oficinas: Av. Numancia, 92, 26500 Calahorra (La Rioja)
- Socios: 1400
- Presupuesto: 1.200.000 €
- Temporadas en Primera División: 0
- Temporadas en Segunda División: 0
- Temporadas en Primera Federación: 2
- Temporadas en Segunda Federación / Segunda B: 13
- Temporadas en Tercera Federación / Tercera División: 51
- Participaciones en Copa del Rey: 19
- Mejor puesto en la liga: 3.º en Segunda división B española (temporada 2000-01)

### Histórico de temporadas
| Temporada | Nivel | División       | Puesto | Copa del Rey |
| --------- | ----- | -------------- | ------ | ------------ |
| 1948-49   | 4.º   | 1.ª Regional   | 1.º    |              |
| 1949-50   | 3.º   | 3.ª (Grupo IV) | 16.º   |              |
| 1950-51   | 3.º   | 3.ª (Grupo IV) | 8.º    |              |
| 1951-52   | 3.º   | 3.ª (Grupo IV) | 14.º   |              |
| 1952-53   | 3.º   | 3.ª (Grupo IV) | 18.º   |              |
| 1953-54   | 4.º   | 1.ª Regional   | 2.º    |              |
| 1954-55   | 3.º   | 3.ª (Grupo IV) | 9.º    |              |
| 1955-56   | 3.º   | 3.ª (Grupo IV) | 5.º    |              |
| 1956-57   | 3.º   | 3.ª (Grupo IV) | 6.º    |              |
| 1957-58   | 3.º   | 3.ª (Grupo IV) | 15.º   |              |
| 1958-59   | 4.º   | 1.ª Regional   | 2.º    |              |
| 1959-60   | 4.º   | 1.ª Regional   | 3.º    |              |
| 1960-61   | 4.º   | 1.ª Regional   | 8.º    |              |
| 1961-62   | 3.º   | 3.ª (Grupo IV) | 15.º   |              |
| 1962-63   | 4.º   | 1.ª Regional   | 3.º    |              |
| 1963-64   | 4.º   | 1.ª Regional   | 4.º    |              |
| 1964-65   | 3.º   | 3.ª (Grupo IV) | 11.º   |              |
| 1965-66   | 3.º   | 3.ª (Grupo IV) | 6.º    |              |
| 1966-67   | 3.º   | 3.ª (Grupo IV) | 6.º    |              |
| 1967-68   | 3.º   | 3.ª (Grupo IV) | 9.º    |              |

| Temporada | Nivel | División        | Puesto | Copa del Rey  |
| --------- | ----- | --------------- | ------ | ------------- |
| 1968-69   | 3.º   | 3.ª (Grupo III) | 16.º   |               |
| 1969-70   | 3.º   | 3.ª (Grupo III) | 14.º   | Primera Ronda |
| 1970-71   | 4.º   | 1.ª Regional    | 3.º    |               |
| 1971-72   | 4.º   | 1.ª Regional    | 12.º   |               |
| 1972-73   | 4.º   | 1.ª Regional    | 15.º   |               |
| 1973-74   | 4.º   | 1.ª Regional    | 1.º    |               |
| 1974-75   | 3.º   | 3.ª (Grupo II)  | 18.º   | Primera Ronda |
| 1975-76   | 4.º   | Preferente      | 1.º    |               |
| 1976-77   | 3.º   | 3.ª (Grupo II)  | 18.º   | Tercera Ronda |
| 1977-78   | 4.º   | 3.ª (Grupo II)  | 6.º    | Primera Ronda |
| 1978-79   | 4.º   | 3.ª (Grupo II)  | 19.º   | Primera Ronda |
| 1979-80   | 4.º   | 3.ª (Grupo II)  | 5.º    | Segunda Ronda |
| 1980-81   | 4.º   | 3.ª (Grupo IV)  | 14.º   | Primera Ronda |
| 1981-82   | 4.º   | 3.ª (Grupo IV)  | 11.º   |               |
| 1982-83   | 4.º   | 3.ª (Grupo IV)  | 15.º   |               |
| 1983-84   | 4.º   | 3.ª (Grupo IV)  | 4.º    |               |
| 1984-85   | 4.º   | 3.ª (Grupo IV)  | 14.º   | Primera Ronda |
| 1985-86   | 4.º   | 3.ª (Grupo IV)  | 19.º   |               |
| 1986-87   | 4.º   | 3.ª (Grupo XV)  | 4.º    |               |
| 1987-88   | 4.º   | 3.ª (Grupo XV)  | 1.º    | Primera Ronda |

| Temporada | Nivel | División         | Puesto | Copa del Rey  |
| --------- | ----- | ---------------- | ------ | ------------- |
| 1988-89   | 3.º   | 2.ª B (Grupo II) | 13.º   |               |
| 1989-90   | 3.º   | 2.ª B (Grupo II) | 19.º   |               |
| 1990-91   | 4.º   | 3.ª (Grupo XV)   | 9.º    | Primera Ronda |
| 1991-92   | 4.º   | 3.ª (Grupo XV)   | 1.º    |               |
| 1992-93   | 4.º   | 3.ª (Grupo XV)   | 2.º    | Tercera Ronda |
| 1993-94   | 4.º   | 3.ª (Grupo XV)   | 3.º    |               |
| 1994-95   | 4.º   | 3.ª (Grupo XV)   | 1.º    |               |
| 1995-96   | 4.º   | 3.ª (Grupo XV)   | 1.º    |               |
| 1996-97   | 4.º   | 3.ª (Grupo XV)   | 6.º    |               |
| 1997-98   | 4.º   | 3.ª (Grupo XV)   | 1.º    |               |
| 1998-99   | 3.º   | 2.ª B (Grupo II) | 12.º   | Primera Ronda |
| 1999-00   | 3.º   | 2.ª B (Grupo II) | 9.º    |               |
| 2000-01   | 3.º   | 2.ª B (Grupo II) | 3.º    |               |
| 2001-02   | 3.º   | 2.ª B (Grupo II) | 12.º   | Ronda Previa  |
| 2002-03   | 3.º   | 2.ª B (Grupo II) | 16.º   |               |
| 2003-04   | 3.º   | 2.ª B (Grupo I)  | 18.º   |               |
| 2004-05   | 4.º   | 3.ª (Grupo XVb)  | 1.º    |               |
| 2005-06   | 4.º   | 3.ª (Grupo XVb)  | 4.º    | Ronda Previa  |
| 2006-07   | 4.º   | 3.ª (Grupo XVI)  | 3.º    |               |
| 2007-08   | 4.º   | 3.ª (Grupo XVI)  | 4.º    |               |

| Temporada | Nivel | División        | Puesto | Copa del Rey  |
| --------- | ----- | --------------- | ------ | ------------- |
| 2008-09   | 4.º   | 3.ª (Grupo XVI) | 4.º    |               |
| 2009-10   | 4.º   | 3.ª (Grupo XVI) | 5.º    |               |
| 2010-11   | 4.º   | 3.ª (Grupo XVI) | 9.º    |               |
| 2011-12   | 4.º   | 3.ª (Grupo XVI) | 9.º    |               |
| 2012-13   | 4.º   | 3.ª (Grupo XVI) | 3.º    |               |
| 2013-14   | 4.º   | 3.ª (Grupo XVI) | 8.º    |               |
| 2014-15   | 4.º   | 3.ª (Grupo XVI) | 2.º    |               |
| 2015-16   | 4.º   | 3.ª (Grupo XVI) | 1.º    |               |
| 2016-17   | 4.º   | 3.ª (Grupo XVI) | 1.º    | Segunda Ronda |

| Temporada | Nivel | División             | Puesto | Copa del Rey  |
| --------- | ----- | -------------------- | ------ | ------------- |
| 2017-18   | 4.º   | 3.ª (Grupo XVI)      | 1.º    | Tercera Ronda |
| 2018-19   | 3.º   | 2.ª B (Grupo II)     | 10.º   | Tercera Ronda |
| 2019-20   | 3.º   | 2.ª B (Grupo II)     | 12.º   |               |
| 2020-21   | 3.º   | 2.ª B (Grupo II)     | 4.º    | Primera Ronda |
| 2021-22   | 3.º   | 1.ª RFEF (Grupo I)   | 11.°   | Primera Ronda |
| 2022-23   | 3.º   | 1.ª Fed. (Grupo II)  | 19.º   |               |
| 2023-24   | 4.º   | 2.ª Fed. (Grupo II)  | 10.º   |               |
| 2024-25   | 4.º   | 2.ª Fed. (Grupo II)  | 14.º   |               |
| 2025-26   | 5.º   | 3.ª Fed. (Grupo XVI) |        |               |

```
LEYENDA

 :Ascenso de categoría

 :Descenso de categoría
```

### Participaciones enCopa del Rey
| Temporada | Ronda     | Rival                      | Ida | Vuelta       | Global |  |
| --------- | --------- | -------------------------- | --- | ------------ | ------ |  |
| 1969-70   | 1.ª Ronda | C. F. Calella              | 3-1 | 1-2          | 5-2    |  |
| 1974-75   | 1.ª Ronda | C. D. Basconia             | 1-0 | 0-1          | 2-0    |  |
| 1976-77   | 1.ª Ronda | C. P. Cacereño             | 1-2 | 2-1          | 2-4    |  |
| 1976-77   | 2.ª Ronda | C. D. Castellón            | 0-0 | 2-0          | 0-2    |  |
| 1976-77   | 3.ª Ronda | R. C. Recreativo de Huelva | 3-0 | 2-1          | 4-2    |  |
| 1977-78   | 1.ª Ronda | A. D. Ceuta                | 3-0 | 3-1          | 4-3    |  |
| 1978-79   | 1.ª Ronda | Zamora C. F.               | 2-0 | 3-1 (p. 6-7) | 3-3    |  |
| 1979-80   | 1.ª Ronda | A. D. Sabiñánigo           | 8-2 | 3-2          | 10-5   |  |
| 1979-80   | 2.ª Ronda | Real Zaragoza C. D.        | 1-2 | 4-2          | 3-6    |  |
| 1980-81   | 1.ª Ronda | C. D. Tudelano             | 3-1 | 3-1 (p. 3-4) | 4-4    |  |
| 1984-85   | 1.ª Ronda | C. D. Logroñés             | 0-2 | 6-0          | 0-8    |  |
| 1987-88   | 1.ª Ronda | U. D. C. Chantrea          | 2-0 | 1-2          | 4-1    |  |
| 1990-91   | 1.ª Ronda | C. D. San Adrián           | 1-0 | (p.) 2-1     | 2-2    |  |
| 1992-93   | 1.ª Ronda | Peña Sport F. C.           | 0-1 | 4-2          | 2-5    |  |
| 1992-93   | 2.ª Ronda | C. D. Izarra               | 3-0 | 1-2          | 5-1    |  |
| 1992-93   | 3.ª Ronda | Real Betis B.              | 0-2 | 3-0          | 0-5    |  |

| Temporada | Ronda        | Rival                           | Local        | Visitante    | Global       |  |
| --------- | ------------ | ------------------------------- | ------------ | ------------ | ------------ |  |
| 1998-99   | 1.ª Ronda    | C. D. Ourense                   | 1-1          | 2-0          | 1-3          |  |
| 2001-02   | Ronda previa | C. D. Toledo                    | 2-0          | 0-2          | 4-0          |  |
| 2005-06   | Ronda previa | C. E. L´Hospitalet              | 1-3          | 3-0          | 1-6          |  |
| 2016-17   | 1.ª Ronda    | U. D. Logroñés                  | 0-0 (p. 4-1) | 0-0 (p. 4-1) | 0-0 (p. 4-1) |  |
| 2016-17   | 2.ª Ronda    | C. y D. Leonesa                 | 3-1          | 3-1          | 3-1          |  |
| 2017-18   | 1.ª Ronda    | Real Unión C.                   | 1-0          | 1-0          | 1-0          |  |
| 2017-18   | 2.ª Ronda    | S. D. Leioa                     | 2-0          | 2-0          | 2-0          |  |
| 2017-18   | 3.ª Ronda    | C. F. Fuenlabrada               | 1-3          | 1-3          | 1-3          |  |
| 2018-19   | 1.ª Ronda    | R. S. Gimnástica de Torrelavega | 1-1 (p. 4-2) | 1-1 (p. 4-2) | 1-1 (p. 4-2) |  |
| 2018-19   | 2.ª Ronda    | C. D. Castellón                 | 2-0          | 2-0          | 2-0          |  |
| 2018-19   | 3.ª Ronda    | U. E. Sant Andreu               | 1-0          | 1-0          | 1-0          |  |
| 2020-21   | 1.ª Ronda    | C. F. La Nucía                  | 0-1          | 0-1          | 0-1          |  |
| 2021-22   | 1.ª Ronda    | C. D. At. Baleares              | 1-1 (p. 4-5) | 1-1 (p. 4-5) | 1-1 (p. 4-5) |  |

### Participaciones en promociones de ascenso
| Temporada | Liga             | Ronda                 | Rival                         | Ida | Vuelta       | Global    |  | Ascenso |
| --------- | ---------------- | --------------------- | ----------------------------- | --- | ------------ | --------- |  | ------- |
| 1935-36   | Primera Regional | Semifinales           | Santoña F. C.                 | 5-2 | 3-2          | 7-5       |  |         |
| 1947-48   | Primera Regional | Permanencia - Ascenso | C. D. Touring                 | 2-0 | 0-2          | 4-0       |  |         |
| 1958-59   | Primera Regional | Final                 | C. D. Tudelano                | 1-1 | 5-0          | 1-6       |  |         |
| 1963-64   | Primera Regional | Semifinal             | C. D. Tudelano                | 1-0 | 1-0          | 0-1 (1-2) |  |         |
| 1963-64   | Primera Regional | Final                 | C. D. Izarra                  | 2-2 | 2-1          | 3-4       |  |         |
| 1991-92   | Tercera División | Liguilla              | C. D. Elgoibar                | 0-0 | 0-2          | 4.º       |  |         |
| 1991-92   | Tercera División | Liguilla              | U. D. Barbastro               | 2-0 | 4-2          | 4.º       |  |         |
| 1991-92   | Tercera División | Liguilla              | C. D. Comillas                | 2-1 | 1-2          | 4.º       |  |         |
| 1992-93   | Tercera División | Liguilla              | C. D. Touring                 | 1-1 | 2-0          | 2.º       |  |         |
| 1992-93   | Tercera División | Liguilla              | C. D. Laredo                  | 3-0 | 3-0          | 2.º       |  |         |
| 1992-93   | Tercera División | Liguilla              | S. D. Huesca                  | 1-0 | 4-0          | 2.º       |  |         |
| 1993-94   | Tercera División | Liguilla              | S. D. Noja                    | 1-0 | 1-2          | 3.º       |  |         |
| 1993-94   | Tercera División | Liguilla              | R. Zaragoza "B"               | 2-0 | 1-0          | 3.º       |  |         |
| 1993-94   | Tercera División | Liguilla              | S. C. D. Durango              | 1-0 | 0-4          | 3.º       |  |         |
| 1994-95   | Tercera División | Liguilla              | S. D. Huesca                  | 1-1 | 5-1          | 2.º       |  |         |
| 1994-95   | Tercera División | Liguilla              | C. D. Hernani                 | 2-3 | 0-1          | 2.º       |  |         |
| 1994-95   | Tercera División | Liguilla              | C. D. Tropezón                | 0-0 | 7-0          | 2.º       |  |         |
| 1995-96   | Tercera División | Liguilla              | R. Racing C. de Santander "B" | 0-2 | 0-1          | 4.º       |  |         |
| 1995-96   | Tercera División | Liguilla              | S. D. Gernika Club            | 1-1 | 2-1          | 4.º       |  |         |
| 1995-96   | Tercera División | Liguilla              | U. D. Barbastro               | 2-0 | 2-2          | 4.º       |  |         |
| 1997-98   | Tercera División | Liguilla              | U. M. Escobedo                | 4-1 | 0-1          | 1.º       |  |         |
| 1997-98   | Tercera División | Liguilla              | Zalla U. C.                   | 1-1 | 1-0          | 1.º       |  |         |
| 1997-98   | Tercera División | Liguilla              | U. D. Casetas                 | 2-2 | 0-2          | 1.º       |  |         |
| 2000-01   | Segunda B        | Liguilla              | R. C. D. Espanyol "B"         | 0-1 | 2-1          | 3.º       |  |         |
| 2000-01   | Segunda B        | Liguilla              | Atlético de Madrid "B"        | 1-2 | 0-2          | 3.º       |  |         |
| 2000-01   | Segunda B        | Liguilla              | C. Polideportivo Ejido        | 0-2 | 1-1          | 3.º       |  |         |
| 2004-05   | Tercera División | Semifinal             | S. D. Gernika Club            | 1-2 | 1-2 (p. 1-4) | 3-3       |  |         |
| 2006-07   | Tercera División | Semifinal             | Peña Sport F. C.              | 1-1 | 3-1          | 2-4       |  |         |
| 2007-08   | Tercera División | Semifinal             | C. D. San Fernando            | 1-2 | 0-1          | 2-2       |  |         |
| 2008-09   | Tercera División | Cuartos de final      | Jerez Industrial C. F.        | 0-1 | 2-0          | 0-3       |  |         |
| 2012-13   | Tercera División | Cuartos de final      | Coria C. F.                   | 0-0 | 1-1          | 1-1       |  |         |
| 2014-15   | Tercera División | Cuartos de final      | Gimnástica Segoviana C. F.    | 3-0 | 1-0          | 3-1       |  |         |
| 2015-16   | Tercera División | Final Campeones       | Atlético Saguntino            | 2-0 | 2-0 (p. 0-3) | 2-2       |  |         |
| 2015-16   | Tercera División | Semifinal             | San Fernando C. D. Isleño     | 2-1 | 1-1          | 3-2       |  |         |
| 2016-17   | Tercera División | Final Campeones       | R. Zaragoza Deportivo Aragón  | 4-1 | 0-0          | 4-1       |  |         |
| 2016-17   | Tercera División | Semifinal             | C. D. Laredo                  | 2-2 | 2-1          | 3-4       |  |         |
| 2016-17   | Tercera División | Semifinal             | C. D. Badajoz                 | 0-0 | 1-2          | 2-1       |  |         |
| 2017-18   | Tercera División | Final Campeones       | Atlético Levante U. D.        | 1-2 | 1-2 (p. 3-5) | 3-3       |  |         |
| 2020-21   | Segunda B        | Semifinal             | Burgos C. F.                  | 1-0 | 1-0          | 1-0       |  |         |

### Participaciones en promociones de permanencia
| Temporada | Liga             | Ronda     | Rival                       | Ida | Vuelta | Global |  | Descenso |
| --------- | ---------------- | --------- | --------------------------- | --- | ------ | ------ |  | -------- |
| 1949-50   | Tercera División | Liguilla  | S. D. Eibar                 | 3-0 | 1-0    | 5.º    |  |          |
| 1949-50   | Tercera División | Liguilla  | C. D. Basconia              | 4-1 | 0-1    | 5.º    |  |          |
| 1949-50   | Tercera División | Liguilla  | C. D. Binéfar               | 7-2 | 4-2    | 5.º    |  |          |
| 1949-50   | Tercera División | Liguilla  | Real Unión C.               | 1-1 | 0-3    | 5.º    |  |          |
| 1949-50   | Tercera División | Liguilla  | C. D. Anaitasuna            | 0-1 | 6-0    | 5.º    |  |          |
| 1954-55   | Tercera División | Liguilla  | Villafranca U. C.           | 3-0 | 1-0    | 9.º    |  |          |
| 1954-55   | Tercera División | Liguilla  | J. D. Mondragón             | 2-1 | 5-2    | 9.º    |  |          |
| 1954-55   | Tercera División | Liguilla  | Peña Sport F. C.            | 2-0 | 1-1    | 9.º    |  |          |
| 1954-55   | Tercera División | Liguilla  | C. D. Izarra                | 2-2 | 7-0    | 9.º    |  |          |
| 1954-55   | Tercera División | Liguilla  | C. D. Azkoyen               | 1-1 | 2-2    | 9.º    |  |          |
| 1954-55   | Tercera División | Liguilla  | C. D. Touring               | 3-1 | 1-4    | 9.º    |  |          |
| 1954-55   | Tercera División | Liguilla  | C. D. Anaitasuna            | 1-2 | 2-1    | 9.º    |  |          |
| 1954-55   | Tercera División | Liguilla  | C. D. Oberena               | 3-1 | 1-1    | 9.º    |  |          |
| 1954-55   | Tercera División | Liguilla  | C. D. Recreación de Logroño | 2-0 | 2-1    | 9.º    |  |          |
| 1955-56   | Tercera División | Liguilla  | C. D. Hernani               | 4-1 | 2-2    | 9.º    |  |          |
| 1955-56   | Tercera División | Liguilla  | C. D. Iruña                 | 7-1 | 3-1    | 9.º    |  |          |
| 1955-56   | Tercera División | Liguilla  | Peña Sport F. C.            | 1-1 | 4-3    | 9.º    |  |          |
| 1955-56   | Tercera División | Liguilla  | C. D. Recreación de Logroño | 1-3 | 1-1    | 9.º    |  |          |
| 1955-56   | Tercera División | Liguilla  | C. D. Tudelano              | 2-1 | 3-0    | 9.º    |  |          |
| 1955-56   | Tercera División | Liguilla  | C. D. Oberena               | 5-1 | 1-0    | 9.º    |  |          |
| 1955-56   | Tercera División | Liguilla  | J. D. Mondragón             | 2-1 | 8-0    | 9.º    |  |          |
| 1955-56   | Tercera División | Liguilla  | C. D. Touring               | 0-1 | 7-1    | 9.º    |  |          |
| 1955-56   | Tercera División | Liguilla  | C. D. Mirandés              | 2-4 | 2-1    | 9.º    |  |          |
| 1955-56   | Tercera División | Liguilla  | C. D. Azkoyen               | 5-0 | 4-3    | 9.º    |  |          |
| 1955-56   | Tercera División | Liguilla  | C. D. Izarra                | 3-1 | 1-2    | 9.º    |  |          |
| 2002-03   | Segunda B        | Semifinal | U. E. Figueres              | 0-2 | 1-0    | 0-3    |  |          |
| 2002-03   | Segunda B        | Final     | U. P. Langreo               | 0-0 | 2-1    | 1-2    |  |          |

## Equipo Filial
El C. D. Calahorra ha contado a lo largo de diferentes etapas de su historia con un conjunto filial para surtir de jugadores a la primera plantilla y servir de paso previo a los jugadores que finalizaban su etapa juvenil. Hasta la temporada 1994-95, cuando desapareció disputando la Regional Preferente de La Rioja, el equipo filial se denominó C. D. Calahorra Promesas. Tres años más tarde se recuperó el equipo con la denominación de Club Deportivo Calahorra "B", que mantuvo hasta su desaparición en verano de 2002. En 2011, tras alcanzar un acuerdo de afiliación con la A. F. Calahorra, este club pasó a denominarse Club Deportivo Calahorra "B", pero desapareció al terminar la temporada 2011-12. En el verano de 2018, tras el ascenso del primer equipo a Segunda División B de España, la directiva del club anunció la intención de recuperar el conjunto filial para jugar en Regional Preferente.